# Nearing Grace
Nearing Grace (en Hispanoamérica, Obra de gracia) es una película dirigida por Kevin Macdonald y protagonizada por Gregory Smith, David Morse, Jordana Brewster y Ashley Johnson.

## Trama
La historia gira en torno a un adolescente devastado por la muerte de su madre: triste y aburrido, decide seguir con su vida y vivir junto con una mujer llamada Grace.

## Reparto
- Gregory Smith - Henry Nearing

- Jordana Brewster - Grace Chance

- Ashley Johnson - Merna Ash

- David Morse - Blair Nearing

- David Moscow - Lance

- Chad Faust

- Logan Bartholomew

- Brian Doyle-Murray

- Datos: Q6984432